# Вознесенская улица (Рязань)
Вознесе́нская улица — (до сер. XIX века — Поперечная улица, в 1919—1992 годах — улица Карла Либкнехта) — улица на территории старого центра в Советском районе города Рязани. Названа в честь расположенной на одноимённой площади Вознесенской церкви XVIII века. Нумерация домов начинается от Затинной улицы.
Построена и спроектирована в рамках Первого генерального плана города от 1780 года. К западу от Вознесенской располагается зеркальная ей Введенская улица.

## Расположение
Вознесенская улица расположена в самом центре старого города, который в свою очередь является частью Советского района. Берёт начало от Затинной улицы. Её пересекают улицы Фурманова, Грибоедова, Подгорная, Салтыкова-Щедрина, Садовая и Урицкого. Заканчивается перекрёстком с улицей Ленина, западнее которой расположена зеркальная Вознесенской — Введенская улица.
На Вознесенской улице находится одноимённая площадь, пересекающаяся Подгорной улицей. Территориально, улица относится к Центральной части Советского района.

## История
В XVI веке на месте современной улицы находился Нижний посад, названный так из-за расположения ниже русла реки Лыбеди.. Территория посада занимала восточную часть современной улицы. Здесь проходили Большая Рязанская и Пронская дороги, ведущие в Старую Рязань и Пронск. Предшественницей современной Вознесенской можно считать Затынную улицу — она была расположена чуть южнее современной.

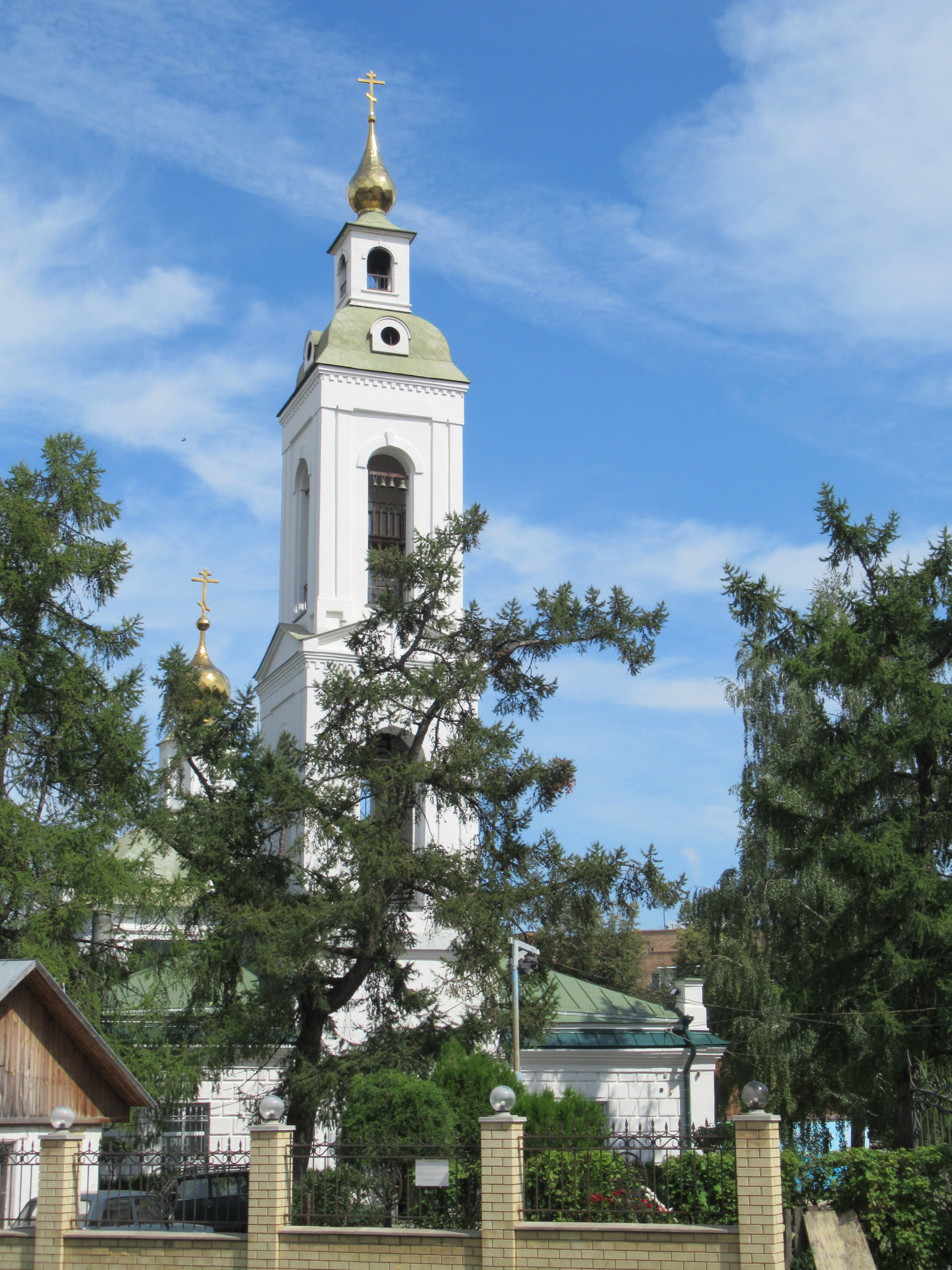
Вознесенская церковь на одноимённой площади

В 1550 году в Нижнем посаде уже существовала деревянная Вознесенская церковь, располагавшаяся примерно в том месте, где сегодня начинается современная улица. Возле неё стояла усадьба деда Петра I — Кирилла Полиектовича Нарышкина
На западе по территории будущей улицы проходил один из отвершков оврага Ямской лоск, пересекавшего Ямскую слободу. В середине XIX века через отвершек проходили деревянные мостки, а позднее его и вовсе засыпали.
В 1780 году Рязань получает первый генеральный план. Старые деревянные улицы города перестраивают по новой, симметричной квартальной сетке, модной для того времени. Нижний посад превращается в Астраханскую часть. Главная продольная улица этой части тянется с севера на юг и получает одноимённое название. Пересекающая её улица застраивается позднее, поэтому ей дают временное название Поперечной. В 1794 году на круглой площади Поперечной улицы начинается возведение нового, каменного здания Вознесенской церкви. Жители церковного прихода занимались горшечным и кирпичным делом, в народе их называли «кирпичники».
К 1863 году Поперечная улица была разделена на две части и получила новое название, в честь расположенных на симметричных площадях церквей — Введенской и Вознесенской. На улице поселились мещане, купцы и дворяне. В середине XIX века здесь строит дом известный городской меценат П. Н. Рюмин, который затем приобретает путешественник Лаврентий Загоскин, он проживёт в этом доме до 1890 года. В 1860-х годах дом Е. Плешивцева снимал К. Э. Циолковский.
В 1919 году в рамах масштабной кампании по переименованию улиц, Вознесенская и Введенская улицы вновь были объединены в одну и названы в честь немецкого революционера Карла Либкнехта. Вознесенская церковь закрылась в 1929 году — в её помещениях расположилась автошкола ДАСААФ.
9 апреля 1918 года в доме, в котором проживал Загоскин была открыта первая в городе Губернская приёмная радиотелеграфная станция. Её открыл сотрудник Наркомпочтеля, радиотелеграфист Николай Архиереев. Позднее здесь начала работу городская школа радиотелеграфистов
В 1992 году Вознесенская церковь была возвращена Рязанской епархии, в 1997 году закончилось восстановление церковной колокольни. В 1994 году, мэрия Валерия Рюмина вернула улице Либкнехта оба исторических названия.

## Архитектура

Фрагмент деревянной башни со шпилем, Вознесенская, 64

Первоначально, на улице возводились в основном деревянные жилые дома и усадьбы. Часть из них сохранилась до наших дней и является прекрасными образцами деревянной архитектуры с резными оконными наличниками и ажурными крыльцами. Сохранились здесь и несколько образцов каменных двухэтажных мещанских домов XIX века, а также один многоквартирный дом 1917 года постройки.
Советский период представлен несколькими домами сталинской архитектуры и чугунной решёткой парка Дворца пионеров, комплексов многоквартирных пятиэтажных кирпичных домом эпохи советского модернизма в районе Вознесенской площади и на перекрёстке с улицей Грибоедова. На самой площади сохранилась церковь XVIII века редкого переходного периода от барокко к классицизму. В самом начале улицы расположено несколько панельных «брежневок» и комплекс Казанского женского монастыря. На перекрёстке с улицей Ленина возведены неоклассические дома современной постройки.

### Здания
Жилой дом (№ 4/2)
Двухэтажный каменный жилой дом конца XIX века
Вознесенская церковь (№ 26А)
Первоначально, располагалась на Нижнем посаде средневекового Переяславля-Рязанского примерно в том месте, где сегодня начинается улица. Это было деревянное здание, известное по документам с 1550 года. В 1790 году была перенесена на современную площадь. Строительство окончилось в 1794 году, в 1796 году храм был освящён. В церкви хранилась древняя икона «Обновление храма Воскресения Христова». Архитектура храма представляет собой переход от барокко к раннему классицизму. В нижнем ярусе колокольни уцелел пол из метлахской плитки
Жилой дом (№ 38)
Жилой дом 1917 года постройки с полукруглыми окнами 1 этажа
Усадьба Плешивцева-Колеминых (№ 40)
Деревянный двухэтажный дом, в котором 1860-х годах проживал основоположник космонавтики К. Э. Циолковский
Здание приходского училища (№ 44)
Изрядно перестроенное к сегодняшнему дню здание было выстроено в конце XIX века и принадлежало Ш. Морбергу. В начале XX века дом выкупила городская управа для организации 4-го городского приходского женского училища. В советское время здесь разместилась школа, которая располагается здесь по сей день.
Парк Дворца детского творчества

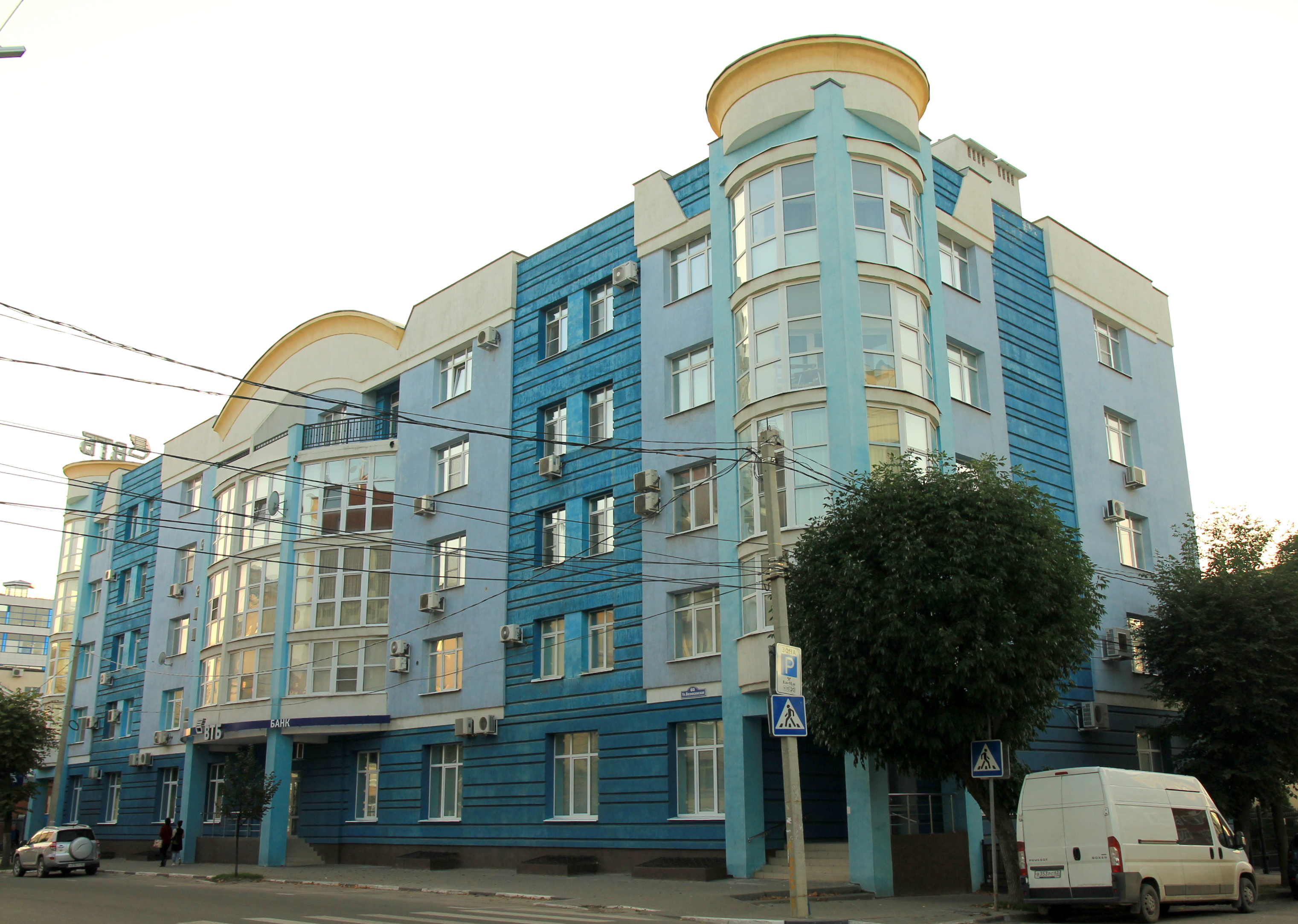
Современная архитектура улицы

Заложен в 1950-х годах. На Вознесенскую улицу выходит чугунная решётка и входная группа парковой территории. Сам дворец расположен в глубине парка.
Жилой дом Лаврова (№ 55)
Образец деревянного жилого дома в неорусском стиле.
Жилой дом Л. А. Загоскина (№ 64)
Западная часть здания построена в середине XIX века городским купцом и меценатом П. Н. Рюминым. С 1850 по 1890 годы здесь проживал путешественник, исследователь Арктики и Русской Америки Л. А. Загоскин. Затем дом принадлежал почётному гражданину Рязани П. И. Тихоновскому. В 1906 году к дому была пристроена восточная часть, а между старым и новым объёмами соорудили сени с крыльцом. В 1919 году дом реквизировали. Здесь была устроена первая в городе и губернии Губернская приемная радиотелеграфная станция. Работами руководил телеграфист Наркомпочтеля Николай Архиереев. Сегодня дом законсервирован для создания в нём экспозиций Рязанского музея путешественников.

## Транспорт
Общественный транспорт по улице не проходит. Ближайшие остановки находятся на параллельных улицах — Свободы и Есенина, а также на перекрёстке с улицей Ленина и Грибоедова.